# Cyperus berroi
Cyperus berroi là một loài thực vật có hoa trong họ Cói. Loài này được (C.B.Clarke) Barros mô tả khoa học đầu tiên năm 1944.